# أرنبية (قرية)
أرنبية أو دوشان كما تعرف محليّاً، قرية سوريّة تتبع إداريّاً لمحافظة حلب منطقة منبج ناحية مركز منبج، بلغ تعداد سكانها 786 نسمة حسب التعداد السكاني لعام 2004.